# Conocybe blattaria
Conocybe blattaria är en svampart som först beskrevs av Elias Fries, och fick sitt nu gällande namn av Robert Kühner 1935. Conocybe blattaria ingår i släktet Conocybe och familjen Bolbitiaceae.   Inga underarter finns listade i Catalogue of Life.
I den svenska databasen Dyntaxa används istället namnet Pholiotina teneroides för samma taxon.  Arten är reproducerande i Sverige.